# Mount Beck
Mount Beck är ett berg i Antarktis. Det ligger i Östantarktis. Australien gör anspråk på området. Toppen på Mount Beck är 942 meter över havet.
Terrängen runt Mount Beck är platt åt sydväst, men åt nordost är den kuperad. Trakten är obefolkad. Det finns inga samhällen i närheten.